# ماری الن ترینور
ماری الن ترینور (انگلیسی: Mary Ellen Trainor؛ زادهٔ ۸ ژوئیهٔ ۱۹۵۰) هنرپیشه اهل ایالات متحده آمریکا است. وی بین سال‌های ۱۹۷۸ تا ۲۰۰۸ میلادی فعالیت می‌کرد.
از فیلم‌هایی که وی در آن نقش داشته‌است، می‌توان به بازگشت به آینده قسمت ۲، فارست گامپ، هر جا جز این‌جا، اسلحه مرگبار، اسلحه مرگبار ۲، اسلحه مرگبار ۳، اسلحه مرگبار ۴، تصمیم اداری، مرگ درخور اوست، کافس، کنگو، گونیز، اکش جکسون، پسر سنگی، حریص و کمانه اشاره کرد.